# Thế vận hội Người khuyết tật Mùa đông 2022
Thế vận hội Người khuyết tật Mùa đông 2022 thường được gọi là Paralympic Mùa đông 2022 (Tiếng Trung: 第十 三届 冬季 残疾人 奥林匹克运动会) là sự kiện thể thao đa môn dành cho các vận động viên khuyết tật được tổ chức tại Bắc Kinh, Trung Quốc, cùng với Thành phố Trương Gia Khẩu ở tỉnh Hà Bắc lân cận. Sự kiện diễn ra từ ngày 4 tháng 3 đến ngày 13 tháng 3 năm 2022. Đây là lần đầu tiên Thế vận hội Mùa đông được tổ chức ở Trung Quốc. Bắc Kinh được chọn là nơi tổ chức sau Kỳ họp thứ 128 của IOC tại Kuala Lumpur, Malaysia. Đây là thành phố thứ ba của châu Á đăng cai tổ chức sự kiện này, với hai thành phố đầu tiên là Nagano, Nhật Bản và Pyeongchang, Hàn Quốc.

## Đấu thầu
| Bắc Kinh | Trung Quốc | 44 |
| Almaty   | Kazakhstan | 40 |

## Tiếp thị

### Biểu trưng
Biểu tượng chính thức "Fly High" (飞得很高) được tiết lộ vào ngày 15 tháng 12 năm 2017 tại Trung tâm Thể thao Quốc gia Bắc Kinh. Lấy nguồn cảm hứng từ một vận động viên trượt với hình ruy băng và ký tự Trung Quốc "飞" (fei), với màu sắc Paralympic và màu cờ Trung Quốc. Biểu tượng này được thiết kế bởi Lin Cuncheon, người cũng đã tạo ra biểu trưng Thế vận hội và logo Thế vận hội Trẻ Mùa hè 2014.
Vào ngày 6 tháng 9 năm 2020, Ủy ban tổ chức Thế vận hội và Thế vận hội Người khuyết tật Mùa đông Bắc Kinh 2022 đã tuyên bố rằng sau khi liên lạc với Ủy ban Thế vận hội Paralympic Quốc tế để xác nhận, biểu tượng Thế vận hội Mùa đông 2022 sẽ được cập nhật. Biểu tượng được cập nhật áp dụng cùng một biểu tượng như Thế vận hội Paralympic mùa hè 2024 ở Paris: từ tiếng Anh "PARALYMPIC Games" được loại bỏ và thay vào đó biểu tượng được sơn lại và tô màu của Ủy ban Paralympic Quốc tế công bố năm 2019. Ủy ban tổ chức tuyên bố rằng việc cập nhật này "đưa sức sống mới vào biểu tượng."

### Linh vật
Linh vật "Tuyết Dung Dung" (Tiếng Trung Quốc: 雪容融; Bính âm Hán ngữ: Xuě Róng Róng) được tiết lộ vào ngày 17 tháng 9 năm 2019 tại Sân vận động Khúc côn cầu trên băng Shougang và được thiết kế bởi Jiang Yufan. Linh vật được thiết kế với đèn lồng làm nguyên mẫu. Đèn lồng tượng trưng cho mùa màng, lễ kỷ niệm, hơi ấm và ánh sáng. Hình dáng mong muốn ở trên đỉnh tượng trưng cho hạnh phúc; hình dáng của Chim bồ câu Hòa bình và đền thờ thiên đường tượng trưng cho tình bạn hòa bình và làm nổi bật các đặc điểm của địa điểm được tổ chức; hoa văn trang trí kết hợp với nghệ thuật cắt giấy truyền thống của Trung Quốc;  tuyết trên mặt Nghĩa của "một mùa thu tuyết ", nó cũng phản ánh thiết kế hình người và làm nổi bật sự dễ thương của linh vật.

## Ủy ban Paralympic tham dự
Vào ngày 9 tháng 12 năm 2019, Cơ quan Chống Doping Thế giới (WADA) đã cấm Nga tham gia tất cả các môn thể thao quốc tế trong khoảng thời gian bốn năm sau khi chính phủ Nga bị phát hiện đã can thiệp vào dữ liệu thí nghiệm mà họ cung cấp cho WADA vào tháng 1 năm 2019 như một điều kiện để Cơ quan Chống Doping của Nga được phục phục chức năng. Kết quả của lệnh cấm, WADA sẽ cho phép các vận động viên Nga được phép tham gia Thế vận hội Người khuyết tật Mùa đông 2022 dưới một biểu ngữ trung lập, như Thế vận hội Người khuyết tật Mùa đông 2018. Vào ngày 26 tháng 4 năm 2021 đã được xác nhận rằng các vận động viên Nga sẽ đại diện cho Ủy ban Paralympic Nga, với tên viết tắt là "RPC".
| Các Quốc gia tham dự |
| --- |
| - Andorra (1) - Argentina (2) - Úc (9) - Áo (16) - Azerbaijan (1) - Bỉ (2) - Bosna và Hercegovina (2) - Brasil (6) - Canada (49) - Chile (3) - Trung Quốc (96) (chủ nhà) - Croatia (4) - Cộng hòa Séc (21) - Đan Mạch (1) - Estonia (5) - Phần Lan (6) - Pháp (19) - Gruzia (1) - Đức (18) - Anh Quốc (25) - Hy Lạp (2) - Hungary (1) - Iceland (1) - Iran (4) - Israel (1) - Ý (32) - Nhật Bản (29) - Kazakhstan (5) - Latvia (5) - Liechtenstein (1) - México (1) - Mông Cổ (3) - Hà Lan (8) - New Zealand (3) - Na Uy (13) - Ba Lan (11) - Puerto Rico (1) - România (2) - Slovakia (27) - Slovenia (1) - Hàn Quốc (32) - Tây Ban Nha (2) - Thụy Điển (10) - Thụy Sĩ (12) - Ukraina (20) - Hoa Kỳ (65) |

## Bảng tổng sắp huy chương
| Hạng                | NPC                 | Vàng | Bạc | Đồng | Tổng số |
| ------------------- | ------------------- | ---- | --- | ---- | ------- |
| 1                   | Trung Quốc          | 18   | 20  | 23   | 61      |
| 2                   | Ukraina             | 11   | 10  | 8    | 29      |
| 3                   | Canada              | 8    | 6   | 11   | 25      |
| 4                   | Pháp                | 7    | 3   | 2    | 12      |
| 5                   | Hoa Kỳ              | 6    | 11  | 3    | 20      |
| 6                   | Áo                  | 5    | 5   | 3    | 13      |
| 7                   | Đức                 | 4    | 8   | 7    | 19      |
| 8                   | Na Uy               | 4    | 2   | 1    | 7       |
| 9                   | Nhật Bản            | 4    | 1   | 2    | 7       |
| 10                  | Slovakia            | 3    | 0   | 3    | 6       |
| 11–19               | Các nước còn lại    | 8    | 12  | 15   | 35      |
| Tổng số (19 đơn vị) | Tổng số (19 đơn vị) | 78   | 78  | 78   | 234     |

## Lịch thi đấu
| ● | Khai mạc |  | Nội dung |  | Chung kết | ● | Bế mạc |

| Sự kiện                 | Th6 4 | Th7 5 | CN 6 | Th2 7 | Th3 8 | Th4 9 | Th5 10 | Th6 11 | Th7 12 | Cn 13 | Nội dung |
| ----------------------- | ----- | ----- | ---- | ----- | ----- | ----- | ------ | ------ | ------ | ----- | -------- |
| Nghi lễ                 | OC    |       |      |       |       |       |        |        |        | CC    | —        |
| Trượt tuyết đổ đèo      |       | 6     | 6    |       | 6     |       | 3      | 3      | 3      | 3     | 30       |
| Biathlon                |       | 6     |      |       | 6     |       |        | 6      |        |       | 18       |
| Trượt tuyết băng đồng   |       |       | 2    | 4     |       | 6     |        |        | 6      | 2     | 20       |
| Khúc côn cầu trên băng  |       | ●     | ●    |       | ●     | ●     | ●      | ●      | ●      | 1     | 1        |
| Trượt tuyết             |       |       | ●    | 3     |       |       |        | ●      | 3      |       | 6        |
| Bi đá trên băng xe lăn  |       | ●     | ●    | ●     | ●     | ●     | ●      | ●      | 1      |       | 1        |
| Số huy chương hàng ngày | 0     | 12    | 8    | 7     | 12    | 6     | 3      | 9      | 12     | 6     | 76       |